# غدير الفهد
غدير الفهد ممثلة كويتية من أب كويتي وأم سعودية تحمل الجواز الفنلندي، كانت بدايتها بعدة أدوار صغيرة في مسلسل الملافع الذي عرض في 2013 وبعد ذلك شاركت في العديد من الأعمال الفنية، وكذلك هي اخت الغير شقيقة مناير الفهد .

## أعمال فنية

### مسلسلات
1. العمر لحظه
2. الين اليوم
3. بسمة منال
4. طربان
5. انتقام عزيز
6. ملافع

### مسرحيات
مسرحية سناب شات

## وصلات خارجية
- غدير الفهد على موقع قاعدة بيانات الأفلام العربية

- غدير الفهد - السينما.كوم